# Нурмагомедов, Сиражутдин Наметович
Сиражутдин Наметович Нурмагомедов (1925, c. Митаги, Дербентский район, Дагестанская АССР, РСФСР, СССР — 2005, Дербентский район, Дагестан, Россия) – прославленный организатор сельскохозяйственного производства в Дагестане, лауреат Государственной премии СССР (1979).

## Биография
Родился в селе Митаги Дербентского округа Дагестанской области, в семье земледельца.

## Достижения
- Лауреат Государственнкой премии СССР (1979)[2].